# Berlinger (Film)
Berlinger ist ein deutscher Spielfilm aus dem Jahre 1975 mit Martin Benrath in der Haupt- und Titelrolle und Peter Ehrlich als sein Widersacher Roeder. Erzählt wird, anhand der beiden grundverschiedenen Charaktere Lukas Berlinger und Johannes Roeder, auf mehreren Zeitebenen und nicht chronologisch die Geschichte einer Freundschaft, die in tiefer Gegnerschaft endet. Der Film ist konzipiert als ein Lehrstück über Widerstand und Anpassung, über Individualität und Karrierismus, als Parabel von möglichen Verhaltensweisen und Lebenswegen im unruhigen Deutschland des 20. Jahrhunderts: in der Diktatur des Dritten Reichs und in der Nachkriegszeit.

## Handlung
Der Tausendsassa und Abenteurer Lukas Berlinger, ein lebensfroher Fabrikantensohn, und sein Freund aus gemeinsamen Internats- und Studienjahren, Johannes Roeder, sind zwei charakterlich grundverschiedene Typen. Das Arbeiterkind Roeder will in seinem Leben „etwas erreichen“, dem Schmutz und der Armut entfliehen und ist wegen dieses Lebensziels ein Opportunist und aalglatter Karrierist geworden, der sich jeder Situation, jeder Anforderung und jedem Gesellschaftssystem chamäleongleich rückhaltlos und bedingungslos anpasst. Berlinger, ein Träumer und Erfinder mit dem sympathischen Charme eines ungeordneten Luftikus ist das genaue Gegenteil: Er will sich um keinen Preis gleichmachen mit der Masse, will seine Träume leben und erleben und entzieht sich geschickt allen an ihn gestellten Erwartungen und politischen Zwängen. Ist Roeder im Laufe der Jahre das Paradebeispiel eines Mitläufers geworden, so zeigt sich Berlinger als Prototyp des Individualisten. Diese beiden widerstreitenden Antagonisten begegnen einander im Laufe ihres Lebens immer wieder und zeigen von Mal zu Mal, wie wenig diese zwei Grundverhaltensmuster miteinander vereinbar sind. Aus einstiger Freundschaft und Respekt erwächst immer mehr Diskrepanz und Ablehnung, letztlich sogar blanke Feind- und Gegnerschaft.
Die ersten Szenen des Films beginnen furios, unter anderem auf einem Flugfeld des Kriegsjahres 1942, optisch angelehnt an die Schlussszene des berühmtesten Films des Jahres 1942: Casablanca. Zwei NS-Schergen führen Berlinger ab, der sich jedoch von ihnen losreißt. Ein von ihm weggeschnapptes, entzündetes Streichholz landet in einer Benzinlache, die dadurch entflammt. Plötzlich erhellen Explosionen das nächtliche Flugfeld. Die NS-Schergen schießen auf den Fliehenden, doch Berlinger kann eine startklare Luftwaffen-Maschine erreichen, den Piloten am Einsteigen ins Cockpit hindern, hineinklettern und entkommen.
Von früh auf hatte sich Lukas Berlinger für die Fliegerei begeistert und schließlich den Flugschein gemacht. Seine Kindheit war finanziell behütet, über seine Zukunft musste sich der Sohn wohlhabender Eltern keine großen Gedanken machen. Ganz anders stellten sich die Voraussetzungen seines Jugendfreundes Johannes Roeder dar. Roeder mangelt es an allem, was er am Freigeist Berlinger insgeheim beneidet: Er ist scheu und introvertiert, unsicher und charakterschwach. Dennoch verbringen die beiden eine unbeschwerte Jugend auf dem geräumigen Berlinger-Anwesen. Rasch wird deutlich, was Roeder Berlinger neidet: seine Eloquenz und seine Sorglosigkeit, seine unbekümmerten Scherze und Streiche. Roeder will seinem sozialen Mittelmaß entkommen. Und so passt er sich an, wann immer es ihm opportun und karrierefördernd erscheint: Er wird Mitglied der NSDAP und versucht ab 1933 durch unbedingten Gehorsam und Duckmäusertum vorwärtszukommen und Karriere zu machen. Berlinger wiederum vermag durch seine Cleverness vielem zu entgehen: Er biedert sich dem NS-Regime nicht an, er vermeidet, von ihm vereinnahmt zu werden, und während des Krieges wird der geniale Tüftler und Erfinder als kriegswichtiger Wissenschaftler auch noch vom Militärdienst freigestellt. Doch die Grenzen seines Freigeistertums werden immer enger gezogen.
Roeder, als Chef der Fabrik, die einst Berlingers Vater gehörte, auf der Karriereleiter hoch aufgestiegen, kann seinen einstigen Freund nicht davon überzeugen, „mitzumachen“, sich dem Regime unterzuordnen, sich anzupassen. Als Berlinger im Flugzeug flieht, hat dies sogar Konsequenzen für den Paradekarrieristen Roeder: Dieser wird aus der Partei ausgeschlossen. Aus der verlorenen Freundschaft der Kinder Lukas und Johannes erwächst eine tiefe Feindschaft beider erwachsenen Männer. Roeder muss seine steten Versuche, Berlinger zu einem machen zu wollen, wie er selbst ist, nunmehr als endgültig gescheitert betrachten. Wann immer er versuchte, den einstigen Freund auf sein Niveau, das eines systemangepassten Mitmachers, herunterzuziehen, entzog sich der bekennende Individualist Berlinger. Doch mehr und mehr zeigen sich auch die Schattenseiten in Berlingers Lebensweg. Seine rücksichtslos durchgesetzte Unabhängigkeit, sein bisweilen verschroben wirkendes Eigenbrötlerdasein zeichnet auch Opfer – nicht nur Roeder selbst, sondern auch Menschen, die sich ihm verbunden und nah fühlen wie etwa seine Ehefrau Marlit. Infolge Berlingers Flucht ins Ausland verhaftet die Gestapo sie, woraufhin die junge Frau Suizid begeht.
Deutschland in der Nachkriegszeit. Man schreibt das Jahr 1968, und Berlinger, im Kern seines Wesens eigentlich unpolitisch, sprunghaft und stets ein „konservativer Anarchist“, will noch immer nicht von seinem freigeistigen Leben lassen. Seine Träume sind ihm wichtiger als seine Verpflichtungen und die an ihn gestellten Erwartungen. Am Wiederaufbau der einst väterlichen Fabrik ist ihm nicht gelegen. Seine Pläne, seine Erfindungen lassen sich auch in einer Ruine verwirklichen. Als erstes konstruiert er ein eigenes Luftschiff. Roeder wiederum hat mit seiner Anpassungsbereitschaft auch den befürchteten Karriereknick 1945 gut überstanden. Er hat es sogar zum Senator und Bauherrn gebracht. Derweil gibt es eine neue Frau in Berlingers Leben: Maria. Sie ist Lehrerin und Idealistin und besitzt in gemilderter Form Wesenszüge Berlingers. Und vor allem: Sie hat große Ähnlichkeit mit seiner ersten Frau Marlit. Roeder plant indes ein gewaltiges, in Beton gegossenes Baugroßprojekt, zu dessen Verwirklichung er unbedingt das ehemalige Fabrikgelände Berlingers benötigt. Dieser sieht Roeders Absicht wiederum als erneute Kampfansage seines alten Widersachers. Ein weiteres Mal, so scheint ihm, will Roeder zeigen, dass sein Prinzip der bedingungslosen Unterordnung gegenüber staatlichen Systemen und Anforderungen über den Individualismus und Freigeist Berlingers obsiegt. Doch dieser ist nicht bereit, klein beizugeben, und beginnt zu kämpfen.
Als Roeders Geschäftspartner herausbekommen, dass Roeder auf einem Gelände zu bauen gedenkt, das ihm nicht gehört, setzen sie den Senator unter Druck. Roeder versucht nun wiederum, Berlinger massiv zur Grundstücksübergabe zu bewegen. Es wird ein Kampf der Prinzipien, der Haltungen, der Lebensgrundeinstellungen. Berlinger blickt zurück und beginnt, die Roeder’sche endgültig zu zerstören, indem er seine eigene ebenfalls dem Erdboden gleichmacht. Zu Berlingers großem Unglück wird sein fertiggestelltes Luftschiff bei einem Blitzeinschlag ein Raub der Flammen. Dann stürzt auch noch die Fabrikruine ein. Berlinger kann nur noch siegen, indem er nicht zur Vertragsunterzeichnung erscheint, mit der die Grundstücksabtretung besiegelt werden würde. Und so steigt er in sein altes Flugzeug und entzieht sich einer Entscheidung. Eine der letzten Einstellungen zeigt seinen abgestürzten Doppeldecker in einem Baum hängend. Senator Roeder wartet derweil vergeblich auf Berlinger und dessen Unterschrift. Seine Wechsel sind geplatzt, er ist ruiniert.

## Produktion
Der Film erlebte am 6. November 1975 seine Uraufführung. Mit 1,7 Millionen DM Herstellungskosten war Berlinger das teuerste Produkt des Neuen deutschen Films.
Nikos Perakis zeichnete sowohl für die Ausstattung als auch für die Entwürfe der Kostüme verantwortlich. Die Spezialeffekte stammen von Karl Baumgartner. Bernd Heinl assistierte Kameramann Dietrich Lohmann.
Evelyn Künneke singt das Lied Roter Mohn.

## Kritik
Wolf Donner lobte Berlinger in der Zeit vom 7. November 1975 und prophezeite unter der Überschrift „Ein intelligenter Kommerzfilm. Das neue deutsche Kino ist erwachsen geworden“: „Die Struktur von Sinkel/Brustellins "Berlinger" wird Filmgeschichte machen und ist höchstens mit der Technik von Orson Welles, etwa in dessen "F for Fake", vergleichbar: ein fragiles, kunstvolles Gebilde, das nicht linear verläuft, sondern in Spiralen und Ellipsen, in großen Handlungsbögen, die aufeinander zulaufen, Motivketten, die sich schließen. Das wird nie zur bloß brillanten formalen Spielerei, weil der Erzählfluß einen ganz natürlichen, psychologischen Rhythmus behält; Man sieht Bewußtseinsebenen zu, sieht, wie Traum und Erinnerung funktionieren.“ Etwas später ist zu lesen: „Es bleibt das Geheimnis der beiden Regisseure (die zwei Jahre an dem Buch gearbeitet haben und zwischendurch den Kinoerfolg "Lina Braake" realisierten) sowie ihrer Mitarbeiter Dietrich Lohmann (Kamera) und Nicos Perakis (Ausstattung), wie sie trotz dieser komplexen Struktur des "Berlinger" und einer dermaßen zersplitterten Chronologie einen Film von solcher Kraft und Dichte machen konnten, voller kinoattraktiver Figuren, praller Szenen, sympathischer Verrücktheiten, voller Phantasie und naivem Vergnügen. Filmpolitisch schafft "Berlinger" neue Realitäten. Nach Herzog, Fassbinder, Wenders, nach "Ludwig" und "Katharina Blum" und vielen anderen hat sich im neuen deutschen Kino, allen überflüssigen Fanfarenstößen und Endlich!-Rufen zum Trotz, ein professionelles Niveau etabliert, das den ängstlichen Vergleich mit der glücklosen Oberhausener Bewegung von 1962 nicht länger rechtfertigt.“ Donners Resümee: „"Berlinger" hat die Chance, die Zustimmung aller zu finden, des Publikums, der Branche und der Kritik. "Berlinger" oder die Harmonie des Unvereinbaren: ein Kinostück über einen romantischen Kapitalisten, einen sensiblen Karrieristen, eine stumm-beredte schöne Frau, ein paar pragmatischer Träumer; ein intelligenter Kommerzfilm.“
Auch Wolfram Schütte lobte in der Frankfurter Rundschau vor allem Brustellins und Sinkels Vermögen, mit Berlinger den Neuen deutschen Film aus der Ecke des reinen Intellektuellen-Kinos herausgeholt und einen zugleich klugen und vielschichtigen Unterhaltungsfilm gedreht zu haben. Unter der Überschrift „Neues Terrain gewonnen“ heißt es da: „Brustellin und Sinkel erzählen diesen Stoff […] nicht chronologisch. Wie der Film zwei Personen – oder besser zwei Seiten eines konservativen Typus – vorstellt, so schachtelt er immer wieder Vergangenheit (Kindheit und Nazizeit) in die wenigen Tage, während deren die beiden Saurier ihren "Endkampf" vollführen. Nicht immer glücklich, nicht immer schlüssig. Daß die beiden Regisseure auch noch den breit gewordenen Stoff zusammenkürzen mussten, führt gelegentlich zu Lücken, abgebrochenen Motiven, von denen sie zu viele, vielleicht allzu viele, hier eingebracht hatten. Das thesenhafte Moment, das der Geschichte innewohnt (und an Erzählungen Kluges in dessen vorletztem Buch "Lernprozesse mit tödlichem Ausgang" erinnert), wird aber dann wieder sehr schön aufgelöst in eine Vielzahl von Episoden und Geschehnissen, in erzählerisches Fleisch und Sinnlichkeiten, die den zweistündigen Film prall machen wie den Ballon eines Luftschiffs.“ Schüttes Fazit: „Ein Film der Fülle, wenn nicht sogar aber auch der Fülligkeit, spektakulär und von einem ganz erstaunlichen humanen Gestus: Erzählkino, wie die Jungen es sich erträumen […]. Ein romantisches Sujet, auf erdigem Grund. Der junge westdeutsche Film hat sich mit "Berlinger" ein neues Terrain erobert.“
Kay Wenigers Das große Personenlexikon des Films nannte den Film eine „intelligente Außenseiter-Biographie“ und setzte Berlinger in der Biografie Bernhard Sinkels in einen Kontext zu Brustellins/Sinkels Vorgängerfilm Lina Braake: „Auch der thematisch deutlich ernsthaftere Film besaß die Meriten, die schon „Lina Braake“ ausgezeichnet hat. Es war der weitgehend gelungene Versuch von Vertretern der Filmemacher-Generation, intelligentes und zugleich unterhaltsames Kino jenseits des verkopften Autorenfilms zu kreieren. Auch in „Berlinger“ stand ein Außenseiter im Vordergrund, ein Individualist und Querdenker, der sich Mitläufertum und Anpassungsverhalten im 3. Reich widersetzt. Erneut transportierte Sinkel in einem für ein großes Publikum konzipierten Rahmen ein sperriges, eher massenuntaugliches Thema (Zivilcourage und Prinzipientreue in schwierigen, Charakterstärke erfordernden Zeiten).“
Das Lexikon des Internationalen Films urteilte: „Versuch der Jungfilmer Sinkel/Brustellin („Lina Braake“), anhand einer schillernden, komplexen Heldenfigur problematische deutsche Wesenszüge und ihre politisch-gesellschaftlichen Nährböden zu analysieren. Populäres Erzähl- und Abenteuerkino mit zeitkritischem Anspruch.“
Der Onlineauftritt von Cinema schrieb, „mit dem komplexen Porträt entwarf Bernhard Sinkel ein Panorama deutscher Geschichte. Fazit: Ein Meisterwerk des Neuen deutschen Films“.